# Bruno Campos
Bruno Campos, född 3 december 1973 i Rio de Janeiro, är en brasiliansk-amerikansk skådespelare. Campos är kanske mest känd för sin roll som Quentin Costa i TV-serien Nip/Tuck.

## Filmografi (i urval)
- 2001 – Mimic 2
- 2009 – Prinsessan och grodan